# 으뜸음
으뜸음(영어: tonic)은 음계의 첫 소리이다. 장음계에서는 "도", 단음계에서는 "라", 장음계에서 2, 3, 6, 7음을 반음 올린 것에서는 "미" 음에 해당.

## 같이 보기
- 제 7음
- 위으뜸음